# Каталог Ґама
Каталог Ґама (англ. Gum catalog) — це астрономічний каталог 84 емісійних туманностей на південному небі. Його зібрав австралійський астроном Колін Стенлі Ґам (1924—1960) в обсерваторії Маунт-Стромло за допомогою ширококутної фотографії. Ґам опублікував свої висновки в 1955 році в дослідженні під назвою «Дослідження дифузних південних H-альфа-туманностей». У ньому представлено каталог 84 туманностей або комплексів туманностей. Подібними каталогами є каталог Sharpless і каталог RCW, тож багато об'єктів каталога Ґама повторюються в цих інших каталогах. Однак каталоги RCW і Ґама були в основному для південної півкулі (гора Стромло знаходиться в південній півкулі).
Туманність Ґама названа на честь іі відкривача; була відкрита і зареєстрував як Ґам 12. Це емісійна туманність, яку можна спостерігати в південних сузір'ях Вітрил та Корми.

## Приклади
| Ґам    | Загальна назва          | Зображення | Назви та позначення                                                                    |
| ------ | ----------------------- | ---------- | -------------------------------------------------------------------------------------- |
| Ґам 4  | NGC 2359                |            | Шолом Тора, Gum 4, Sharpless 298, NGC 2359                                             |
| Ґам 12 | Туманність Ґама         |            | Гам 12, туманність Ґама в напрямку Вітрил і Корми                                      |
| Ґам 15 | RCW 32                  |            | Ґам 15, регіон зореутворення                                                           |
| Ґам 16 | Залишок наднової Вітрил |            | Gum 16, Залишок наднової Вітрил                                                        |
| Ґам 20 | RCW 36                  |            | RCW 36                                                                                 |
| Ґам 29 | RCW 49                  |            | Ґам 29, RCW 49                                                                         |
| Ґам 60 | NGC 6302                |            | Sh2-6, NGC 6302, туманність Жук, PK 349+01 1, Туманність Метелик, RCW 124, Колдвелл 69 |
| Ґам 64 | NGC 6334                |            | ESO 392-EN 009, Sharpless 8, RCW 127, Ґам 64, NGC 6334                                 |
| Ґам 66 | NGC 6357                |            | Sh2-11, NGC 6357, RCW 131, Ґам 66, туманність Війна і мир                              |
| Ґам 72 | Туманність Лагуна       |            | Sh2 25, RCW 146, Gum 72, Messier 8                                                     |
| Ґам 76 | Потрійна туманність     |            | Sh2 30, Мессьє 20, NGC 6514, RCW 147, Ґам 76                                           |
| Ґам 81 | Туманність Омега        |            | Туманність Омега, Мессьє 17, NGC 6618, Туманність Лебідь, Шарплесс 45, RCW 160, Ґам 81 |
| Ґам 83 | Туманність Орла         |            | Sh2 49, Мессьє 16, NGC 6611, RCW 165, Ґам 83                                           |

## Список
- Gum 1
- Gum 2
- Gum 3
- Gum 4
- Gum 5
- Gum 6
- Gum 7
- Gum 8
- Gum 9
- Gum 10
- Gum 12
- Gum 13
- Gum 14
- Gum 15
- Gum 16
- Gum 17
- Gum 18
- Gum 19
- Gum 20
- Gum 21
- Gum 22
- Gum 23
- Gum 24
- Gum 25
- Gum 26
- Gum 27
- Gum 28
- Gum 29
- Gum 30
- Gum 31
- Gum 32
- Gum 33
- Gum 34
- Gum 35
- Gum 36
- Gum 37
- Gum 38
- Gum 39
- Gum 40
- Gum 41[1]
- Gum 42
- Gum 43
- Gum 44
- Gum 45
- Gum 46
- Gum 47
- Gum 48
- Gum 49
- Gum 50
- Gum 51
- Gum 52
- Gum 53
- Gum 54
- Gum 55
- Gum 56
- Gum 57
- Gum 58
- Gum 59
- Gum 60
- Gum 61
- Gum 62
- Gum 63
- Gum 64
- Gum 65
- Gum 66
- Gum 67
- Gum 68
- Gum 69
- Gum 70a, Gum 70b, HD 100546 Nebulae
- Gum 71
- Gum 72
- Gum 73
- Gum 74
- Gum 75
- Gum 76
- Gum 77
- Gum 78
- Gum 79
- Gum 80
- Gum 81
- Gum 82
- Gum 83
- Gum 84
- Gum 85